# (3582) Cyrano
(3582) Cyrano (1986 TT5) – planetoida z grupy pasa głównego asteroid okrążająca Słońce w ciągu 5,2 lat w średniej odległości 3 j.a. Odkrył ją Paul Wild 2 października 1986 roku.